# رونالد إل. كوكر
رونالد إل. كوكر (بالإنجليزية: Ronald L. Coker)‏ هو عسكري أمريكي، ولد في 9 أغسطس 1947 في أليانس في الولايات المتحدة، وتوفي في 24 مارس 1969 في محافظة كوانغ تشي في فيتنام.